# 赫伯特號驅逐艦 (DD-160)
赫伯特號驅逐艦（舷號DD-160）是一艘美國海軍建造的驅逐艦，為維克斯級驅逐艦的86號艦。她是美軍第一艘以赫伯特為名的軍艦，以紀念在美國海軍部長時期的海軍軍官希拉里·赫伯特（Hilary A. Herbert）。
赫伯特號在1918年於紐約造船廠開始建造，在1919年下水服役，其時第一次世界大戰已經結束。稍後赫伯特號被派往加勒比海及大西洋執勤，於1922年退役封存。1930年赫伯特號重新服役，在大西洋及太平洋之間用作訓練。第二次世界大戰爆發後，赫伯特號派往大西洋海域作中立巡航，護航商船。1943年赫伯特號改裝為高速運輸艦，並調到太平洋戰場，先後參與新畿內亞戰役、莫羅泰戰役、雷伊泰島戰役、仁牙因灣戰役、硫磺島戰役及沖繩戰役。1945年赫伯特號退役除籍，並在1946年出售拆解。
赫伯特號在第二次世界大戰共獲六枚戰鬥之星。